# Christer Mannerberg
Christer "Oskar" Mannerberg, född 30 april 1948, är en svensk tidigare bandyspelare som spelat större delen av sin karriär för Tranås BoIS.

## Karriär
Mannerberg kommer ursprungligen från Ydre i Östergötland, där han inledde med att spela i Rydsnäs. Han blev värvad till Tranås BoIS, därefter gjorde han en kort bandyperiod med Nässjö IF (som alltid varit Tranås BoIS ärkefiende). Han flyttade tillbaka till Tranås där han sedan fortsatte spela tills karriären var över vid 41 års ålder. Men efter ett par år tog han sig an tränaruppgifter i Tranås BoIS där hans två söner spelade, Peder och Niklas Mannerberg. Peder Mannerberg (född 1975) har bland annat spelat i Vetlanda BK och IFK Motala, och Niklas Mannerberg (född 1977) i IFK Motala och Nässjö IF.

## Övrigt
- Mannerberg gjorde Tranås BoIS 1000:e mål.